# Elcaset

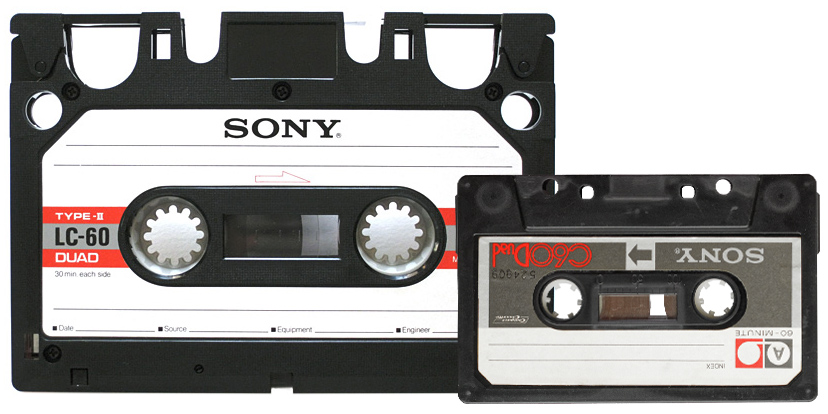
Porównanie Elcaset (z lewej) z regularną kasetą magnetofonową (z prawej).

Elcaset – zarzucony obecnie standard nośnika danych w postaci kasety opracowany przez firmy Sony, TEAC i Panasonic w późnych latach 70. XX wieku, przeznaczony głównie do zapisu nagrań muzycznych. Celem opracowania nowego standardu było pogodzenie wysokiej jak na tamte czasy jakości zapisu (typowej dla magnetofonów szpulowych) z lepszą ergonomią magnetofonu na kasety.
System nie zdołał wzbudzić szerszego zainteresowania potencjalnych nabywców prawdopodobnie z powodu wysokiej ceny odtwarzaczy i kaset. W roku 1980 został ostatecznie zarzucony przez producentów, a nośniki które pozostały sprzedano w Finlandii. Obecnie odtwarzaczy tego typu pozostało stosunkowo niewiele i stanowią one przedmiot zainteresowania kolekcjonerów.